# Rudtjärnen (Alfta socken, Hälsingland)
Rudtjärnen är en sjö i Ovanåkers kommun i Hälsingland och ingår i Ljusnans huvudavrinningsområde.